# Antennarius pauciradiatus
Antennarius pauciradiatus is een straalvinnige vissensoort uit de familie van voelsprietvissen (Antennariidae). De wetenschappelijke naam van de soort is voor het eerst geldig gepubliceerd in 1957 door Schultz.